# ドラえもんのひみつ道具 (たあ-たお)
ドラえもんのひみつ道具 (たあ-たお) では、藤子・F・不二雄の漫画『ドラえもん』、『大長編ドラえもん』(VOL.1〜17)、藤子・F・不二雄のその他の著作に登場するひみつ道具のうち、読みが「たあ」で始まるものから「たお」で始まるものまでを列挙する。

## ターザンパンツ
ターザンパンツは、「ターザンパンツ」（てんとう虫コミックス31巻に収録）などに登場する。
ターザンの腰布のようなパンツで、これを履くと動物と会話でき、仲良くなれる。ターザンのように「アーアーア」と雄叫びをあげることで遠くの動物を呼び寄せて集めることができ、雄叫びのアクセント次第でどんな動物も呼ぶことができるが、素人にはどの雄叫びも同じに聞こえるので使いこなしは難しい。
なお、前述の作品に先駆けて発表された「ターザンパンツ」（『てれびくん』1977年8月号掲載、藤子・F・不二雄大全集第18巻収録時は「ターザンパンツで大活躍!?」。前述の同名作品とは別の作品）では、腕力がターザン並みに強くなったり、雄叫びで動物型のロボット（ネコ型ロボットであるドラえもん）も呼び寄せる効果があるという設定があった。

## ターザンロープ
ターザンロープは、「ターザンパンツ」（てんとう虫コミックス31巻に収録）に登場する。
ターザンパンツと共に使用する道具。このロープを空中に放り投げると、一端が空中に固定される。これにぶら下がればツタからツタへ飛び回るターザンのアクションの如く、どこへでも自在に移動できる。
なお「ターザンパンツ」（『てれびくん』1977年8月号掲載、藤子・F・不二雄大全集第18巻収録時は「ターザンパンツで大活躍!?」）では、空中に固定するのではなく、木などに貼り付けて使用するという設定だった。

## 大寒波発射扇
大寒波発射扇（だいかんぱはっしゃせん）は、『ドラえもん のび太と夢幻三剣士』に登場する。
直径3メートルはあろうかという大型の扇風機。零下100度の冷たい風を放ち、物を凍りつかせる。この時は、妖霊軍団の水の妖魔を凍らせている。
寒波発射扇風機
映画『ドラえもん のび太と夢幻三剣士』での名称。

## 大工ドリンク
大工ドリンク（だいくドリンク）は、「ドラえもん大事典」（てんとう虫コミックス11巻に収録）に登場する。
このドリンクを飲むと、自分の体が以下の大工道具の代わりとなり、道具無しで大工仕事ができる。テレビアニメ第2作第2期では、ドラえもんが「大工ドリンクは電動工具にも負けず、できない作業はない」と述べている。
| 体         | 大工道具           | 効果               | 脚注                   |
| ---------- | ------------------ | ------------------ | ---------------------- |
| 握りこぶし | ハンマー           | 釘を打つ           |                        |
| 人差し指   | 錐                 | 木に穴をあける     |                        |
| 手刀       | のこぎり           | 板を切る           |                        |
| 手刀       | 斧                 | 木材を切る         | テレビアニメ第2作第2期 |
| 指先       | 鑿                 | 部材を削る         | テレビアニメ第2作第2期 |
| 指         | 彫刻刀             | 木の表面に絵を彫る | テレビアニメ第2作第2期 |
| 指         | プラズマ切断       | 部材を切る         | テレビアニメ第2作第2期 |
| 指         | 電気ドリル         | 木材に穴をあける   | テレビアニメ第2作第2期 |
| 指         | ドライバー         | ネジをまわす       | テレビアニメ第2作第2期 |
| 指         | ケガキコンパス     |                    | テレビアニメ第2作第2期 |
| 手のひら   | チェーンソー       | 木材を切る         | テレビアニメ第2作第2期 |
| 手のひら   | 鉋                 | 木材の表面を削る   | テレビアニメ第2作第2期 |
| 手のひら   | オービタルサンダー |                    | テレビアニメ第2作第2期 |
| 握りこぶし | コーナークランプ   |                    | テレビアニメ第2作第2期 |
| 手         | メガネレンチ       |                    | テレビアニメ第2作第2期 |

## タイタニックロボのプラモ
タイタニックロボのプラモ（タイタニックロボのプラモ）は、「大あばれ、手作り巨大ロボ」（てんとう虫コミックス23巻に収録）に登場する。
ロボットアニメに登場するようなスーパーロボットのプラモデル。といっても現在市販されているようなミニチュアではなく、全長10メートルにおよぶ巨大なもの。背中のハッチから内部のコクピットに乗り込み、実際に操縦できる。部品数は全16箱で、組み立てには2、3日を要する。
山ひとつ崩すほどのパワーがあり、空を飛ぶことも可能。動力源は乾電池で、飛行だけでも単三4本で10時間以上もつ。
組み立ては精密に行なう必要があり、のび太が組み立てたときはコントロール装置を作り間違え、静止がきかなくなってしまった。
なお、この道具の名称は原作中には出ておらず、完成品を「タイタニックロボ」と呼ぶ描写があるのみである。テレビアニメ第2作第1期「巨大ロボットを組み立てよう（前）」（「大あばれ、手作り巨大ロボ」のアニメ化作品。1981年4月14日放送、ビデオ『TV版ドラえもん』30巻に収録）では「タイタニックロボ組み立てキット」とされていたが、テレビアニメ第2作第2期「大あばれ、手作り巨大ロボ」（2008年12月12日放送）では「タイタニックロボのプラモ」とされている。
近い道具に、「超リアル・ジオラマ作戦」（てんとう虫コミックス32巻に収録）に登場する「実物大プラモ」があるが、こちらは、脚部が描かれるのみで全体のデザインは不明。また、組み立て式かどうかも不明。

## 大自然セット
大自然セット（だいしぜんセット）は、「へやの中の大自然」（てんとう虫コミックス20巻に収録）に登場する。
部屋の中で気軽に自然を感じる事ができる道具のセット。セットは、以下の道具から形成される。
けしきテント
部屋の壁や天井にこのテントを張ると、トリックアートのような空、山などの背景が広がる。
地面じゅうたん
草花が生えているじゅうたん。
立ち木スタンド
スタンドの根元のボタンを押すと、樹木が生えてくる。
プラネタリウム
「けしきテント」に太陽や流れる雲を映し出す。
ロボット
小鳥、チョウ、トンボを模したロボット。それぞれ本物と同様の動きをする。
小川じゅうたん
敷くと地面に小川ができる。実際に泳ぐこともできる。外の雑音を消す効果もある。
たきかべかけ
壁にかけておくと、そこに滝ができる。作中では、自然ムードを楽しむ邪魔をする来訪者を帰すため、玄関のドアに掛けた。
なお、「大自然セット」の名称は作中では登場せず、『続ドラえもん全百科（ぞくドラえもんオールひゃっか）』 にて名づけられたもの。テレビアニメ第2作第1期「へやに自然を」（「へやの中の大自然」のアニメ化作品。1989年5月5日放送、ビデオおよびDVD『ドラえもん テレビ版スペシャル特大号』秋の巻2に収録）では「お座敷ハイキングセット」（表記は TOHO-AMUSEMENT-PARK のウェブサイト にて確認）とされている。

## 台風チャート
台風チャート（たいふうチャート）は、「台風トラップと風蔵庫」（てんとう虫コミックス40巻に収録）に登場する。
「台風トラップ」による台風の接近を予測する道具。ボード状で、表面のスクリーンに地図が表示され、台風が現在どこにいるかがマークで表示される仕組みになっている。

## 台風トラップと風蔵庫
台風トラップと風蔵庫（たいふうトラップとふうぞうこ）は、「台風トラップと風蔵庫」（てんとう虫コミックス40巻に収録）に登場する。
台風の持つ強力なエネルギーを捕えて保存しておき、好きなときに好きなだけ使えるようにする道具。傘のような「台風トラップ」で風を吸い込み、パイプでつながれた「風蔵庫」にエネルギーを保管する。保管後は風蔵庫のバルブを少し捻り、そこから漏れた台風のエネルギーを割り箸で綿菓子のように絡め取って扱い、草刈り機のように雑草をむしったり、洗濯機の水の中に入れて洗濯をすることが出来る（小さいが、人を吹き飛ばすほどの威力がある）。また、台風のエネルギーを体に纏えば相手をはね返したり、土管を破壊するほどの威力を持つバリアになる（のび太曰く「台風の鎧」）。ただし、台風のエネルギーは出してから時間が経つにつれ、弱まっていく（エネルギーを出した分だけ持続時間が伸びる）。
原作ではのび太がジャイアンから逃げ回るところで話が終わったが、テレビアニメ第2作第1期と第2期ではジャイアン達から逃げ切ったのび太がまた台風を使おうと風蔵庫のバルブをひねり過ぎた為、のび太と野比家の2階が台風で吹き荒れた状態で話が終わった。

## 台風ネット
台風ネット（たいふうネット）は、「台風遊び」（てんとう虫コミックススペシャル『ドラえもん カラー作品集』4巻に収録）に登場する。
台風が来たときに作動させると、町全体を目に見えない巨大なネットで包み込み、建物の倒壊などの被害を防ぐ。

## 台風のたまご
台風のたまご（たいふうのたまご）は、「台風のフー子」（てんとう虫コミックス6巻に収録）に登場する。
未来の気象台の学者が、観測実験のために作ったもの。温めると短時間で孵化し、台風の子供が生まれる。餌は熱い空気で、ロウソクの火などで熱して与える。生物であるので成長や睡眠もする。悪戯をしたり、泣いたりもする。ただし言葉は「フーン、フーン」などとしかしゃべれない。
なお、『ドラえもん のび太とふしぎ風使い』に登場したフー子は、この道具とは異なる生命体である。

## 台風の複眼
台風の複眼（たいふうのふくがん）は、『のび太とアニマル惑星』に登場する。
台風を避けるために使用する道具。目玉の形をしており、これを体に付けると周囲は台風の目と同様に暴風や暴雨が静まる。
前述の名称は原作漫画でのもので、映画では「台風のお目々」と呼ばれていた。

## 台風発生機
台風発生機（たいふうはっせいき）は、「台風発生機」（てんとう虫コミックス14巻に収録）に登場する。
熱で上昇気流を起こし、人工的に台風を作り出す機械。機械自体は1メートル程度の大きさで、台風の大きさもそれに比例して部屋一つ程度のスケールほどしかないが、パワーは本物同様。風力や進行方向は機械でコントロールできる。
ミニ台風発生機
テレビアニメ第2作第1期「魔女っ子しずかちゃん」（てんとう虫コミックス26巻収録「魔女っ子しずちゃん」のアニメ化作品。1981年10月23日放送、ビデオ『TV版ドラえもん』34巻に収録）に登場。機械はゴツゴツしているが、庭掃除ができる程度の小さな台風を発生させる。

## タイマー
タイマーは、「ネコが会社を作ったよ」（てんとう虫コミックス15巻に収録）に登場する。
腕時計に似た道具。あらかじめ、起床、登校、勉強などのスケジュールを設定して人や動物の身につけておくと、たとえ本人が眠っていても、その通りにひとりでに体が動いて行動する。ただし一度決めたスケジュールには逆らえないのが難点。

## タイムカプセル
タイムカプセルは、「タイムカプセル」（てんとう虫コミックス26巻に収録）に登場する。
球形のカプセル。その名の通りタイムカプセルとして使用する。中に入れたものは何でもそのままの姿で何年も保存することができ、例えばアイスクリームでも溶けることも腐敗することもないままで1万年間は保存できる。テレビアニメ第2作第2期「のび太の100点 25年後の大事件」（2014年5月30日放送）では、暗証番号機能（数字3文字）が搭載されている。

## タイムカメラ
タイムカメラは、「ぼく、桃太郎のなんなのさ」（てんとう虫コミックス9巻に収録、および映画作品）に登場する。
ロケットのような形のカメラと現像機とがセットになっており、カメラが時間を超えて別の時代へ行き、その時代の光景を撮影し、現像機がそれを受信し、写真にして印刷する。タイムマシンでわざわざ別の時代へ行かなくとも、これを使用すれば、その時代に起きた出来事を大まかに知ることができる。現像機には、写真の一部分のみを拡大する機能も内蔵されている。
また、カメラに人がつかまれば一緒に時間を超えることも可能だが、時間移動のスピードは一般のタイムマシンよりも遅い（映画『ドラえもん ぼく、桃太郎のなんなのさ』ではこの描写がないが、設定変更かどうかは不明）。
原作での初出時や単行本の初期の版での名称は「時間カメラ」であったが、現在の版や映画『ドラえもん ぼく、桃太郎のなんなのさ』では「タイムカメラ」で統一されている。
『タイムカメラ』での同名アイテム
ヨドバが登場する藤子・F・不二雄SF短編集の『タイムカメラ』では、ヨドバが持つカメラアイテムの1つとして登場。デザインは『ドラえもん』でのものに近い。作中では過去のみを写している（何度か過去を写した後、フィルムを使い果たしてしまう）ため、未来を写せるのかは不明。
なお、ヨドバは未来人という設定であり、登場するカメラは、本アイテムも含めて『ドラえもん』でのものと共通点があるものが多く、漫画版の『ドラえもん のび太のひみつ道具博物館』では、ひみつ道具博物館にある「カメラ館」の案内役としてヨドバが登場している。
回古鏡
同作者の『キテレツ大百科』でも同様の機能を持つ道具として登場する。こちらは未来を写すことはできないという難点がある。詳しくはキテレツ大百科の発明道具#回古鏡を参照。

## タイムコピー
タイムコピーは、「タイムコピー」（てんとう虫コミックス43巻に収録）に登場する。
タイムテレビと立体コピーを組み合わせたもの。時間を指定すると、その時間のその場所の光景が機械の画面上に映し出され、画面上の物に照準を合せてボタンを押と、その物と寸分違わないコピーができあがる。立体コピー紙は形をコピーするだけだが、タイムコピーの場合は形だけではなく実際の機能なども同様に使用でき、しかもコピーの時間をずらせば同じ物をいくつでも作ることができる。ただし生き物はコピーしても人形の様になってしまう（作中ではのび太がジャイアンの立小便をコピーしてしまい、半永久的に立小便を続ける状態になってしまった）。

## タイムシーバー
タイムシーバーは、「古道具きょう争（初版からしばらくは「古道具きょう走」）」（てんとう虫コミックス1巻に収録）に登場する。
トランシーバー型の道具。未来の古道具屋「珍品堂」と交信し、骨董品や古道具を買ったり交換したりすることができる。購入した品物は瞬時に購入者の手元へと転送される。
『T・Pぼん』でのタイムシーバー
タイムパトロールの道具。こちらはバッジ型の道具。T・Pぼん#タイムパトロールの道具を参照。

## タイムセンサー
タイムセンサーは、「タイムマシンがなくなった!!」（てんとう虫コミックス22巻に収録）に登場する。
タイムマシンを追跡するための、スティック型の道具。タイムマシンは時間を移動するときに超空間に波を作る性質があり、その波をこの道具でとらえることで追跡する。
ドラミが所有するタイムマシン「時空間チューリップ号」には、「高性能タイムセンサー」が内蔵されている。

## タイム手ぶくろとめがね
タイム手ぶくろとめがね（タイムてぶくろとめがね）は、「タイム手ぶくろとメガネ」（ぴっかぴかコミックス『ドラえもん』14巻に収録）に登場する。
過去や未来の光景を見ることのできる「めがね」と、その時点の物に触れることのできる「タイム手ぶくろ」のセット。めがねで時点を指定して覗くと、その時点のその場の光景が見え、その光景の中の物を手ぶくろをはめた手で取り上げることで、別の時点の物を手元に取り寄せることができる。また、光景の中の物に攻撃したり、突き落とす事も出来る。
似た道具に「タイムホールとタイムトリモチ」があるが、タイムホールはホールを通り抜けて実際の別の時点へ行くことのできるのに対し、こちらの道具にそういった機能はない。ただし備え置き型の機械であるタイムホールに対し、タイム手ぶくろとめがねの方が持ち運びには適している。

## タイムテレビ
タイムテレビは、「机から飛び出したドラえもん」（てんとう虫コミックス0巻収録）、「ドラえもんの大予言」（てんとう虫コミックス1巻収録）などに登場する。
表記については、タイム・テレビとしている作品もある（一例として、『のび太の日本誕生』」）。
過去や未来などを見るためのテレビで、どんな時代や場所でも見ることができる。また、特定の人物や一族を時代ごとに追うという機能もある。外見は、現代にもある薄型テレビに似ている。テレビ画面方式と立体映像方式の2種類があり、後者では未来の映像を現実に3DCGのように映し出すことができる。また、過去や未来だけではなく、現在の出来事を見ることも可能。
調べたい時代・場所がわからない場合や、調べたい人物がどの時代・場所にいるかわからない場合も、正確に映し出すことができる。更には、使用者が見たい場所を勘違いしていた場合でも正確に映し出すことができる。
タイムテレビで未来を映し出した場合、そのまま時間が経った未来を見るだけでなく、「今こうしたらどうなるか」という別の可能性の未来も見ることができるので、ドラえもんは「のび太が今のまま成長したらどうなるか」を示すために警告としてこれを使うことがある。それだけでなく、のび太が様々な職業を目指したとして、実際にその職に就いたらどうなるかをドラえもんがこれを使って確認したこともある。
また、のび太がヤジウマアンテナを使って数時間後に起こる事件を調べた時や、のぞみ実現機で明日のテストを中止させようとした時も、これを使ってどんな未来になるかを確認したことがある。
タイムテレビで映し出された未来を回避しようとした場合、使用者の行動により未来が変わったパターンと、使用者が未来を変えようと行動したことがきっかけで映像通りの未来に繋がった（使用者が未来を変えようとした行動は歴史に織り込み済みだった）パターンが存在する。
映画『のび太の創世日記』では、のび太が「創世セット」の中の世界でこれを使って、ノビ彦の子孫（野比奈）がどこにいるかを追跡・探知している（大長編では、そのような描写はない）。テレビアニメ第2作第2期では、タイムテレビを通じて未来に住む者と連絡を取り合う描写がある他、『グランブルーファンタジー』で実施された『ドラえもん』とのコラボレーションイベント『ドラえもん のび太の空飛ぶ船』では、上述の『のび太の創世日記』と同様にドラえもん達が住む地球とは異なる世界でも問題無く使える描写がある。
同様の道具として、「未来テレビ」や以下の道具がある。
最新型横長ワイドタイムテレビ
テレビアニメ第2作第1期特番「おめでとう! ドラえもん ハッピーバースデースペシャル」（2003年8月29日放送、ビデオ未収録）に登場。ドラミが持っていた道具。
使いすてタイムテレビ
「だせば当たる！！けん賞ハガキ」（てんとう虫コミックス33巻収録）で名前のみ登場。ドラえもんが町の子供たちにのび太を捕まえさせるために懸賞にかけていたが、どういう物なのか詳細は不明。

## タイム電話
タイム電話（タイムでんわ）は、「二十世紀のおとのさま」（てんとう虫コミックス24巻に収録）に登場する。
他の時代にある同様の電話機と通話できる電話機。固定電話の受話器を模している。
テレビアニメ第2作第2期「のび太くん、さようなら! ドラえもん、未来に帰る…」（2005年9月1日放送）には、折りたたみ式携帯電話を模した、テレビ電話の機能を持つタイプが登場する。作中で道具名は呼ばれないが、テレビアニメ第2作第2期の公式サイトに掲載されている「ひみつ道具カタログ」では「タイム電話」だとしている。
同じ道具かは不明だが、「竜宮城の八日間」（てんとう虫コミックス25巻収録）では固定電話型の機械、「ジャイアンよいこだねんねしな」（てんとう虫コミックス27巻収録）ではテレビ電話の様な機械、「石器時代のホテル」（てんとう虫コミックス38巻収録）では公衆電話型の機械で、未来の企業や機関に電話をかける場面がある。
テレビアニメ第2作第2期では、本編や映画版でドラミとの会話の際に時折登場する。

## タイムドリーマー
タイムドリーマーは、「タイムドリーマー」（藤子・F・不二雄大全集16巻に収録）に登場する。
前に見た夢をもう一度見ることのできる道具。前もって時間を指定し枕にして寝ると、その時間に見ていた夢を見ることができる。
また見た夢はテープに録画することができ、このテープを再生することで気に入った夢を何度も見ることができる。夢を録画した本人以外の者が再生して見ることも可能。
さらに「現実化ボタン」なるボタンもあり、これを押すとタイムドリーマーで見た夢が正夢となり、夢の中の出来事が現実に起こる。ただし現実化するためには、いかにも現実に起きそうな内容の夢でなければならず、「どら焼きがたくさん食べられる」程度の夢ならば実現可能だが、「自分がスーパーヒーローになる」ような夢は実現不可能。
作中では、のび太が「ジャイアンを倒す」という夢を現実化させようとするが、ジャイアンに殴られ気絶したのび太が見た夢の中で現実化された（ドラえもん曰く「夢も現実の一つ」）。

## タイムトンネル
タイムトンネルは、「ドラえもんがいなくてもだいじょうぶ!?」（てんとう虫コミックス『ドラえもんプラス』3巻に収録）に登場する。
時間を移動する道具の1つ。行きたい年代を入力してくぐることでその指定した年代に行ける。そこが抜けたビニールプールをつなげたような物で、空気を入れて使用する。
作中登場した物は試供品であり、ビニール製だったため破けて萎んでしまった。製品版は強化プラスチック製だという。

## タイムピストル
タイムピストルは、「タイムピストルで"じゃま物"は消せ」（てんとう虫コミックス『ドラえもんプラス』2巻に収録）に登場する。
このピストルで当てた物を未来へ送る。人や動物に当てた場合、当たった人は未来へ来たことに気づかない。ダイヤルを調整すれば、30秒、3分、30分、3時間、3日など、様々な時間の未来へ送ることが可能。過去に送ることができるかは不明。

## タイムふしあな
タイムふしあなは、「タイムふしあな」（てんとう虫コミックス36巻に収録）に登場する。
木のボードに穴が開いており、ダイヤルで指定した時間の出来事を穴から見ることができる。ダイヤルの設定で過去も未来も見ることができるが、何分前または何分後まで見ることができるのかどうかは不明。

## タイムベルト
タイムベルトは、「大むかし漂流記」（てんとう虫コミックス17巻に収録）、「タイムマシンがなくなった!!」（同22巻に収録）、「恐竜の足あと発見」（同44巻に収録）に登場する。
タイムマシンの一種。ベルト型をしており、腰に巻いて使用する。バックル部のスイッチを入れることで、ベルトをした者は一瞬にしてタイムマシン航行時と同様の超空間に転移し、別の時代へと行くことができる。
ドラえもんが普段使用するタイムマシンとの最大の違いは、空間移動能力を持たないという致命的な短所がある点。このタイムベルトを使って数億年前の大昔へ行っても、その時代は現代と地形が違っていて周囲は海のど真ん中になっていた、などということも起きかねない。また、身に着けて使う道具のため、複数の者が時間移動を行なうためには人数分のタイムベルトが必要になる。
テレビアニメ第2作第2期では、誰か1人がタイムベルトを装着し、他の人がタイムベルトを装着している人にしがみついていれば、装着している人以外の者も時間移動ができるとされている。

## タイムホールとタイムトリモチ
タイムホールとタイムトリモチは、「モアよドードーよ、永遠に」（てんとう虫コミックス17巻に収録）などに登場する。
過去に失われた物（戦争や災害で焼けた美術品や文献、絶滅動物など）を取り返す道具。
タイムホール
「タイムマシン」と「どこでも窓」を掛け合わせたような代物で、タイムホールについている円形の輪と指定された時間の指定された場所をつなげることができる。つながったまま向こう側のホールの位置を移動させることも可能。基本的に過去から物を取り戻すために使われる。テレビアニメ第2作第1期、テレビアニメ第2作第2期では、未来から物を取りよせる描写がある。
タイムトリモチ
タイムホールに付属されたとりもちでタイムホールの向こうにある品物を取ることができる。品物の大きさ・質量は関係なくタイムトリモチで引き寄せ、タイムホールから取り出すことができる。『のび太の太陽王伝説』では、使用の際向こう側で奪われると、何らかのトラブルが発生し故障に繋がることがあるとされている。

## タイム虫メガネ
タイム虫メガネ（タイムむしメガネ）は、『のび太とアニマル惑星』に登場する。
この虫眼鏡で物を見ると、その物の過去や未来の姿を見ることができる。

## タイムライト
タイムライトは、「『時』はゴウゴウと流れる」（てんとう虫コミックス34巻に収録）に登場する。
たいまつを模した電灯。点灯すると、時の流れが凄まじい暴風のように目に見えるようになる。「時間を無駄にしてはならない」という教訓を人に教えるための道具。

## タイム・ルーム
タイム・ルームは、「タイム・ルーム 昔のカキの物語」（てんとう虫コミックス40巻に収録）に登場する。
タイムマシンの一種。部屋に取り付けて時間を指定すると、その部屋が丸ごとその時間へタイムスリップする。移動先から元の時点に戻るには部屋の中にいる必要があり、部屋から物が外に出た状態で元の時点に戻ると、外の物は移動先の時点に置き去りになる（作中では、少年時代ののび助に「タンキくん」の第8巻を盗られてしまい、しかもその漫画が発売された日がこの道具を使った日だったため、タイムパラドックスが生じてしまった）。原作では過去（のび助の少年時代）に行くために1度使用したのみだが、テレビアニメ第2作第1期「羽アリのゆくえ」（1993年4月2日放送）では一年後の未来にも行っている。

## タイムワープリール
タイムワープリールは、「タイムワープリール」（てんとう虫コミックス45巻に収録）に登場する。
SF作品で宇宙船がワープ航法で空間を飛び越えるように、この道具に付いているダイヤルを回すと、回した分だけ時間を飛び越え、先の時間へ行くことができる。その日の夜へ行けば、自覚のないまま自分がパジャマ姿で布団に入っている、といった具合（テレビアニメ第2作第2期では大人になったのび太が今までの事を覚えているような台詞がある）。
無駄な時間を過ごす羽目になったときや、嫌な出来事に遭遇した場面でそれらをスキップすることができるが、実際にはそれらの時間を取り消すわけではないので、たとえばジャイアンに殴られそうになってこの道具を作動させると、殴られる場面は体験しなくてすむものの、いつの間にか体中がボコボコになっていたりする。
また、この道具で飛び越えた時間は二度と元に戻すことはできないという説明だが、道具が壊れると使用開始前の時間に戻ることが出来る。

## 代用シール
代用シール（だいようシール）は、「代用シール」（てんとう虫コミックス『ドラえもんプラス』1巻に収録）に登場する。
このシールに物の名前を書いて何かに貼ると、貼られた物はその名前の物になる。外観は変わらないものの、周りの人はその物をシールの名前の物と思い込み、また人にシールを貼った場合は、貼られた者もその名前の物になりきってしまう。たとえば「今日のテスト」と書いたシールを新聞の折り込み広告に貼れば、玉子はそれをのび太の答案と思い込み、「ポスト」と書いたシールをドラえもんに貼れば、ドラえもんはポストになりきって道端に立ちすくみ、通行人みんながドラえもんの口に葉書を投げ込む。
シールを剥がすと、効果は消える。

## 大リーガーセット
大リーガーセット（だいリーガーセット）は、「ジャイアンズをぶっとばせ」（てんとう虫コミックス7巻に収録）に登場する。
大リーガーのような野球選手になれる野球道具のセット。以下の3つの道具から構成される。下の道具をいかすには、選手自身に道具を使いこなす能力を持っている必要がある（各道具の難点も参照）。もちろん、野球ルールを知っていることも前提である。
エースキャップ
投手用の野球帽。ボールをどんなにいい加減に投げても、必ずストライクになる。テレビアニメ第2作第2期では、あくまでもストライクゾーンばかりしか来ないので相手に見抜かれると打たれしまう道具とされている。
このセットの他の同名のエースキャップについては「ドラえもんのひみつ道具 (え)#エースキャップ」を参照。そちらのキャップはエンブレムが「P」、こちらは「A」とデザインが異なる他、能力も微妙に異なる。
ガッチリグローブ
野手用のグローブ。打球が飛んでくると、グローブがひとりでに動き回ってボールを受け止める。他の野手が捕りに行かないと、使用者がボールを追って走り回るはめになるのが難点。
黄金バット
打者用のバット。振り回しさえすればボールに必ずあたる。テレビアニメ第2作第2期では強打者にもなれるとされており、誰でもヒットやホームランが打てる。「ドラえもん　のび太と奇跡の島」では、遠くに位置する敵の乗り物までドラえもんを吹っ飛ばすためにジャイアンが使用した。
大リーグバット
テレビアニメ第1作「大リーグの赤バットの巻」（1973年6月17日放送）に登場する。
なお、セットの名前はこの作中には登場せず、てんとう虫コミックス6巻収録「ドラえもん百科すばらしい道具のいろいろ」で紹介されている。

## ダイリガム
ダイリガムは、「ダイリガム」（てんとう虫コミックス6巻に収録）に登場する。
言いにくいことを誰かに言わなければならない際、それを代理として他の誰かに言わせるガム。これを噛みながら言いたいことをしゃべり、そのガムのかすを他の誰かにくっつけると、付けられた人はその言葉を言う相手のもとへひとりでに行き、その言葉をしゃべる。かすが噛んだ本人の手から自身に付いた場合は本人がしゃべる事になる。なお、かすは効果が終わると消滅する。

## ダイレクトパネル
ダイレクトパネルは、「ジャイアンへのホットなレター」（てんとう虫コミックス35巻に収録）に登場する。
タレントなどのパネルを製作する機械。内蔵されているカメラで人を撮影し、そのパネルを作り出す。パネルの大きさは自在に指定でき、小は数センチメートル、大は数十メートルまで指定できる。
テレビアニメ第2作第2期ではパネルから音や声が出てくる。